# Élisabeth Gille
Pour les articles homonymes, voir Gille (homonymie) et Epstein.
 (novembre 2023).
Si vous disposez d'ouvrages ou d'articles de référence ou si vous connaissez des sites web de qualité traitant du thème abordé ici, merci de compléter l'article en donnant les références utiles à sa vérifiabilité et en les liant à la section « Notes et références ».
Élisabeth Gille, née Epstein le 20 mars 1937 à Paris 7e et morte le 30 septembre 1996 à Paris 20e, est une traductrice, directrice littéraire et écrivaine française.

## Biographie

### Enfance
Fille de Michel Epstein, ingénieur en physique devenu banquier, d'origine juive russe, et de la romancière Irène Némirovsky, d'origine juive ukrainienne, Élisabeth Epstein, surnommée Babet dans son enfance, voit le jour à Paris au printemps 1937. Sa sœur aînée, Denise est née en 1929. Afin de les mettre à l'abri d'éventuels bombardements, redoutés à la déclaration de guerre, le couple Epstein décide de conduire ses deux filles hors de Paris dès le 1er septembre 1939. Élisabeth et Denise sont alors placées chez la mère de leur nourrice, à Issy-l'Évêque, en Saône-et-Loire. Leurs parents les y rejoignent en mai/juin 1940 et, pendant un an, la famille vit à l'Hôtel des voyageurs d'Issy-l'Évêque, où résident aussi des soldats et officiers de la Wehrmacht, avant de louer une maison dans le village. À partir de juin 1942, les époux Epstein portent l'étoile jaune. Le 13 juillet 1942, Irène Némirovsky est arrêtée par des gendarmes français, pour être déportée à Auschwitz, où elle mourra du typhus un mois plus tard. En octobre, Denise, Élisabeth et Michel sont conduits à la Kommandantur, où un officier leur fait comprendre qu'il faut fuir. Michel Epstein est arrêté, peu de temps après, et mourra gazé dès son arrivée à Auschwitz début novembre : il aura eu le temps de confier à ses filles quelques papiers de famille, des photos et des bijoux, ainsi que le précieux cahier de leur mère, qui contient des manuscrits inédits, dont celui de Suite française, qui sera publié plus d'un demi-siècle plus tard, en 2004. Les deux fillettes sont placées jusqu'à leur majorité, d'abord sous la tutelle d'Albin Michel, puis de son gendre Robert Esmenard (qui dirigea la maison d'édition à partir de 1943 avec André Sabatier), dont elles découvriront bien plus tard la générosité qui aura permis leur survie.
De 1943 à 1945, Élisabeth et Denise apprennent à vivre dans la clandestinité pour échapper à la déportation s'il advenait qu'elles soient découvertes. Sous des noms d'emprunt, elles fuient de caves en pensionnats dans la région de Bordeaux, emportant partout avec elles la valise au manuscrit gravé aux initiales de leur mère, « І.N. ». À la Libération en 1945, les deux filles se rendent chaque jour gare de Paris-Est, espérant retrouver leurs parents dans le flot des survivants des camps nazis. Elles attendent ensuite de leurs nouvelles à l'hôtel Lutetia, aménagé en centre d'accueil pour les déportés, munies d'une pancarte portant leur nom. Plus tard, en 1992, Élisabeth Gille publiera Le Mirador : mémoires rêvés, une biographie imaginaire de cette mère, Irène Némirovsky, qu'elle n'a pratiquement pas eu le temps de connaître. Peu de temps avant sa mort, en 1996, elle publiera Un paysage de cendres, un récit dense, qui relate, une fiction teintée de désespoir, les années troublées de l'enfance et de l'adolescence d'une orpheline juive.

### Une vie vouée à la littérature
Seconde fille de la romancière Irène Némirovsky, placée sous la tutelle d'Albin Michel à la suite de la déportation de ses parents, Élisabeth Gille naît au cœur même de la vie littéraire, à laquelle elle consacrera toute son existence, en qualité de traductrice, d'éditrice et, plus tardivement, de romancière.
- Traductrice

Comme traductrice, Élisabeth Gille est bien connue des amateurs francophones de science-fiction puisqu'elle a traduit en français de grands auteurs tels que J. G. Ballard, John Brunner, Michael Moorcock, Anne McCaffrey ou encore Clifford D. Simak. Hors de ce domaine particulier, elle a traduit, entre autres, Kate Millett, Peter Taylor, Alison Lurie, Richard Scarry et Mary Gordon, mais également des auteurs de romans policiers, dont John Dickson Carr ou Patricia Highsmith (notamment L'Empreinte du faux).
- Direction littéraire

Dans l'édition, Élisabeth Gille fait la plus grande partie de sa carrière comme directrice littéraire chez Denoël, où elle dirige de 1976 à 1986 la prestigieuse collection de science-fiction Présence du futur. Elle intègre ensuite, sous l'impulsion de Françoise Verny, les éditions Flammarion, où elle exerce les fonctions d'adjointe à la direction littéraire pour la littérature française et de directrice du département de littérature étrangère. En 1989, elle est nommée par Christian Bourgois directrice littéraire des Éditions Julliard, où elle édite des révélations comme Lydie Salvayre et Régine Detambel, mais aussi de grands noms comme Françoise Sagan. En mai 1992, elle prend la direction des éditions Rivages, spécialisées dans la littérature étrangère et policière de qualité, où elle assure le suivi des collections étrangères et des éditions de poche. Elle devait créer en septembre 1993 une collection de littérature française qui ne verra jamais le jour, puisqu'elle quitte cette maison d'édition en février de la même année, « remerciée » par son employeur, se retrouvant seule face à sa maladie, un cancer qu'elle évoquera avec talent dans son roman Le Crabe sur la banquette arrière, paru en 1994.
- Romancière

Élisabeth Gille commence sa carrière de romancière tardivement, en publiant en 1992 Le Mirador, un livre qui prend la forme d'un roman qu'elle sous-titre « Mémoires rêvés » : dans cet ouvrage, elle écrit à la première personne l'histoire de sa mère, la romancière Irène Némirovsky, disparue à Auschwitz en 1942. Elle rédige ce récit au terme d'une enquête minutieuse qui lui permettra non seulement de comprendre les circonstances qui conduisirent cette mère quasiment inconnue d'elle, écrivaine réputée, à la fois non-conformiste et populaire, à être abandonnée à la merci des nazis par ses « amis » du gotha littéraire parisien, mais aussi de se trouver elle-même. Élisabeth Gille, avec ce premier roman, conjure en quelque sorte le poids de l'ombre de sa mère et de son destin tragique, en exprimant pour la première fois en son nom propre le tempérament profondément littéraire qu'elle avait déjà maintes fois révélé au cours de sa carrière de traductrice.
En 1994, elle publie Le Crabe sur la banquette arrière, dans lequel elle adopte un style radicalement différent. Dans ce court texte autobiographique, en forme de pièce de théâtre, Élisabeth Gille parle avec ironie du cancer dont elle est atteinte, et y aborde donc une fois encore le thème de la mort, mais sur un ton léger, comme pour mieux la tenir à distance[Interprétation personnelle ?]. Elle y met en scène l'ensemble des personnages qui se penchent sur son cas avec plus ou moins de maladresse ou d'hypocrisie et qui y vont chacun de ses conseils ou reproches (ainsi, l'auteur fumait : ce qui lui arrive est donc la sanction de son vice), dans le cadre de cet événement qui va bouleverser sa vie quotidienne : va-t-elle mourir ou pas ? Ici, Élisabeth Gille défie la maladie et clame sa volonté de se battre[réf. souhaitée]. Elle récupère des forces grâce à ce livre, le téléfilm Le Crabe sur la banquette arrière adapté pour la télévision en 1996 par le cinéaste Jean-Pierre Vergne, avec Macha Méril dans le rôle de l'héroïne, et poursuit son activité éditoriale au comité de lecture des éditions du Seuil.
En 1996, avec Un paysage de cendres, Élisabeth Gille revient sur son enfance dévastée dans un roman pressenti pour plusieurs prix littéraires parmi lesquels le Prix Goncourt, le Prix Renaudot, le Prix Médicis et le Prix Fémina, et qui sera couronné en 1997 par le grand prix des lectrices de Elle. Dans ce texte d'une force et d'une intensité poignantes, l'auteur métamorphose son témoignage en grande littérature. Elle exprime par la voix d'une enfant les aspects les plus terrifiants de l'histoire du xxe siècle, sur un ton teinté d'un immense désespoir[réf. souhaitée]. Elle venait de publier ce roman accueilli comme l'un des événements majeurs de la rentrée littéraire lorsque Élisabeth Gille est emportée par ce crabe qu'elle avait raillé avec humour et panache[Interprétation personnelle ?] dans son livre précédent, le 30 septembre 1996, sereine et réjouie à l'idée que son dernier livre allait être publié aux États-Unis, sous un titre dont elle aimait particulièrement l'adaptation, Shadows of Childhood, traduit par son amie de longue date Linda Coverdale.

## Œuvre
- Le Mirador : mémoires rêvés (1992), Presses de la Renaissance
- Le Crabe sur la banquette arrière (1994), Mercure de France et Gallimard
- Un paysage de cendres (1996), Le Seuil